# Alopoglossus andeanus
Alopoglossus andeanus är en omstridd ödleart som beskrevs av  Ruibal 1952. Alopoglossus andeanus ingår i släktet Alopoglossus och familjen Alopoglossidae. Inga underarter finns listade i Catalogue of Life.
Populationen infogas av The Reptile Database som synonym i Alopoglossus angulatus.